# Chomutowo (obwód irkucki)
Chomutowo (ros. Хомутово) – wieś (sieło) w Rosji, w obwodzie irkuckim, w rejonie irkuckim. W 2010 liczyła 7528 mieszkańców.